# Coen Ooft

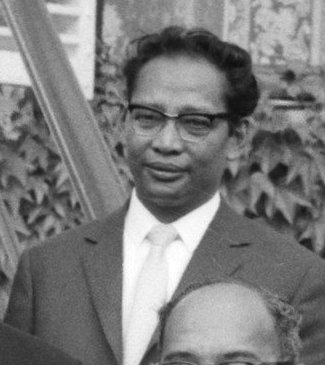
Mr. C.D. Ooft (1961)

Cornelis Desiré Ooft (Paramaribo, 21 oktober 1920 – aldaar,16 maart 2006) was een Surinaams jurist, politicus en schrijver.

## Biografie
Coen Ooft was lid van de vereniging Spes Patriae, in 1946 medeoprichter van de katholieke Progressieve Surinaamse Volkspartij (PSV) en vanaf juli 1956 de voorzitter, lid van de Staten van Suriname van 1958 tot 1969. In 1963 werd hij minister van Economische Zaken in het kabinet onder leiding van Jopie Pengel. Nog datzelfde jaar was er een kabinetscrisis als gevolg van de Ormet-affaire die uiteindelijk alleen aan Ooft het ministerschap kostte. Tien jaar later werd hij minister van Binnenlandse Zaken in het eerste kabinet-Arron (1973-1977) nadat de Nationale Partij Kombinatie waartoe ook de PSV behoorde 22 van de 39 zetels behaalde in de Staten van Suriname. Ooft werkte als hoogleraar staats- en administratief recht aan de Anton de Kom Universiteit en was medeopsteller van de Surinaamse grondwet van 1987. Hij schreef na de Tweede Wereldoorlog beschouwingen voor het dagblad Het Nieuws.

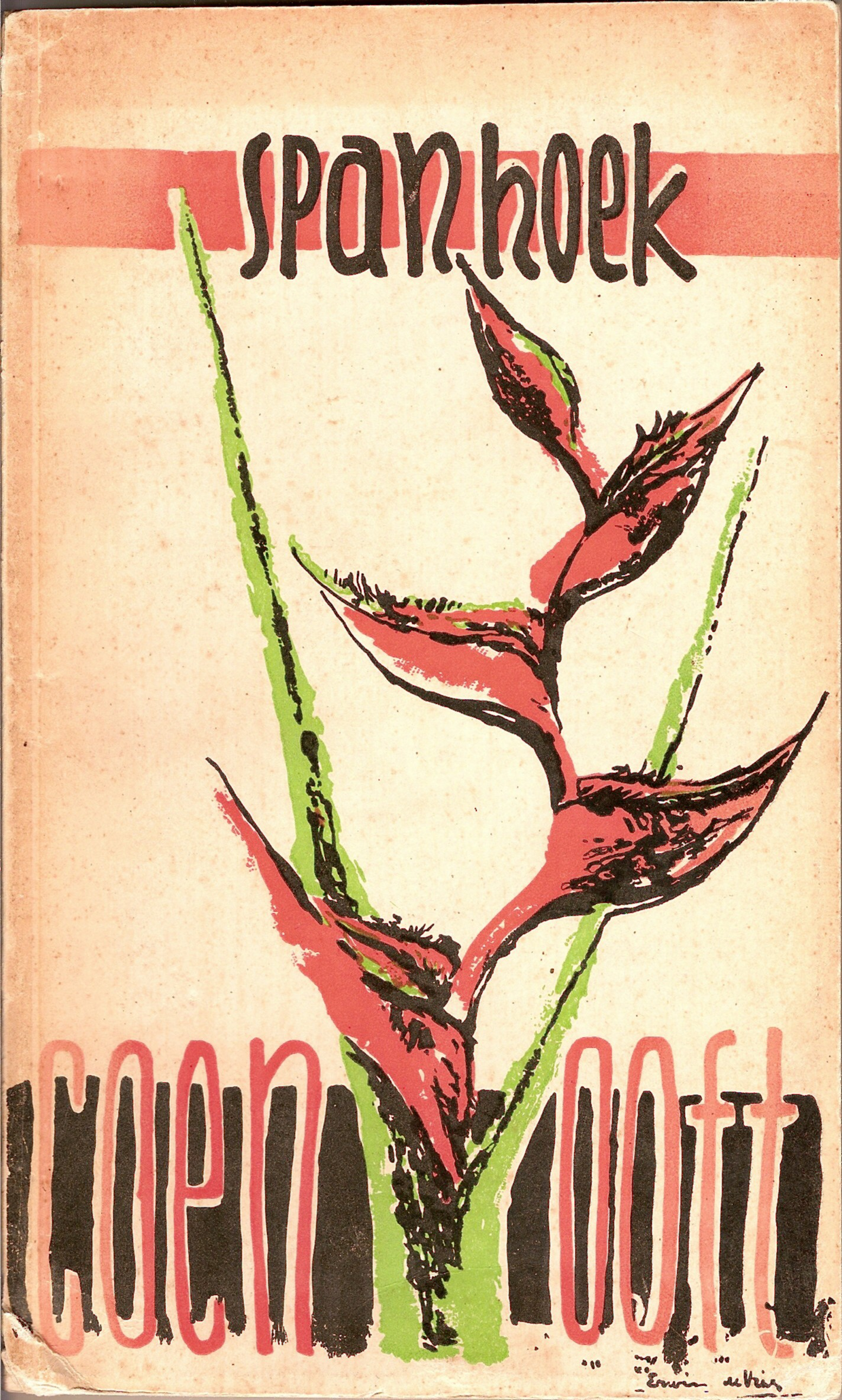
Spanhoek met een omslagillustratie van Erwin de Vries

Oofts verhalenbundel Spanhoek (1958) is vernoemd naar een centraal plein in Paramaribo. De bundel bevat één lang verhaal, De rode paloeloe, en een collectie van 51 korte teksten die de lengte van een column niet overschrijden. Ze waren geschreven voor de eveneens Spanhoek geheten rubriek van het rooms-katholieke weekblad Omhoog. Spanhoek was de eerste Nederlandstalige verhalenbundel van een Surinaamse schrijver met literaire pretenties, al worstelde Ooft nog met de stijl die hem in jaren frateronderwijs was aangereikt. Het voornaamste onderwerp van de schetsen is het leven op de achtererven van Paramaribo. Ooft schreef zijn verhalen in het Nederlands met soms dialogen in het Sranan.
Het verhaal De rode paloeloe werd door het Cultureel Centrum Suriname (CCS) bekroond om er een ballet op te choreograferen. Eddy Vervuurt schreef er muziek voor en Maria Huisman schreef een klassieke choreografie. Nola Hatterman zorgde voor de decors. Zo kwam het eerste Surinaamse verhalende ballet tot stand. De succesvolle première vond plaats op 4 juli 1958; later volgden nog zeven uitvoeringen. Ooft schreef verder het blijspel Na gootoe boei (De gouden armband) (1964) en liedteksten die onder meer werden uitgevoerd bij het onafhankelijkheidsfeest in het Suriname-Stadion op 25 november 1975.
Ooft overleed op 16 maart 2006 in Paramaribo.
Op 21 oktober 2020, de honderdste geboortedag van Ooft, overhandigde Frank Ooft, een van zijn acht kinderen zijn archiefstukken aan het Nationaal Archief.

## Over Coen Ooft
- Michiel van Kempen, Een geschiedenis van de Surinaamse literatuur. Breda: De Geus, 2003, deel II, pp. 747–749.